# Kolonialbehörden des Deutschen Reiches

Schaubild zum Verhältnis zwischen Reichsgebiet und Kolonien

Zur Zeit des Deutschen Kaiserreichs verwalteten die Kolonialbehörden die Deutschen Kolonien und Schutzgebiete.

## Gliederung
Die oberste Kolonialbehörde war der Reichskanzler. Unter ihm führte die Kolonialabteilung des Auswärtigen Amtes die gesamte Verwaltung der Kolonien und Schutzgebiete (ab 1907 das Reichskolonialamt). Als Beirat der obersten Organe fungierte der Kolonialrat. An der Spitze der Organisation in den Kolonien standen Gouverneure, auf den Marshallinseln ein Landeshauptmann. Ihnen waren Kanzler (zur Vertretung und Rechtspflege), Sekretäre und sonstige Beamte beigegeben.
Die Stationen wurden durch Bezirksamtmänner verwaltet, denen teilweise Nebenstellen unterstanden. Dazu kamen Schutztruppen in Deutsch-Ostafrika, Kamerun und Deutsch-Südwestafrika, militärisch organisierte Polizeitruppen und nach dem Vorbild der Konsulargerichte geschaffene Schutzgebietsgerichte. Ihre oberste Instanz war das Reichsgericht in Leipzig.
Das deutsche Pachtgebiet Kiautschou wurde durch das Reichsmarineamt verwaltet, also nicht wie die Schutzgebiete durch das Auswärtige Amt beziehungsweise das Reichskolonialamt.

## Gesellschaftsschutzgebiete
Anfänglich wollte das Reich, dass private Gesellschaften die Gebiete verwalteten. Diese Form der Verwaltung hatte jedoch nur wenige Jahre Bestand, so dass auch die Gesellschaftsschutzgebiete in Ostafrika und im Pazifik in sogenannte Kronschutzgebiete umgewandelt wurden. Die deutschen Kolonien in Westafrika standen hingegen von Anfang an unter direkter Verwaltung der Kolonialbehörden.